# Liste des sites Ramsar en Slovaquie
Cet article recense les zones humides de Slovaquie concernées par la convention de Ramsar.

## Statistiques
La convention de Ramsar est entrée en vigueur en Slovaquie le 1er janvier 1993.
En janvier 2020, le pays compte 14 sites Ramsar, couvrant une superficie de 406,97 km2.

## Liste
| Site                                    | Région                    | Notes | Date             | Superficie (km²) | Altitude (m) | Identifiant Ramsar | Identifiant WDPA | Coordonnées                       | Photo |
| --------------------------------------- | ------------------------- | ----- | ---------------- | ---------------- | ------------ | ------------------ | ---------------- | --------------------------------- | ----- |
| Šúr (sk)                                | Bratislava                |       | 2 juillet 1990   | 11,37            | 130          | 498                | 68155            | 48° 13′ 59″ nord, 17° 13′ 30″ est |       |
| Parížsky močiar (sk)                    | Nitra                     |       | 2 juillet 1990   | 1,84             | 120 - 125    | 499                | 68156            | 47° 51′ 50″ nord, 18° 29′ 49″ est |       |
| Étangs de Senné (sk)                    | Košice                    |       | 2 juillet 1990   | 4,25             | 100 - 102    | 500                | 68158            | 48° 41′ 28″ nord, 22° 04′ 23″ est |       |
| Moravské luhy                           | Trnava                    |       | 26 mai 1993      | 53,80            | 134 - 155    | 604                | 68159            | 48° 25′ 37″ nord, 16° 55′ 23″ est |       |
| Dunajské luhy (sk)                      | Bratislava, Trnava, Nitra |       | 26 mai 1993      | 144,88           | 108 - 135    | 605                | 68160            | 47° 55′ 23″ nord, 17° 26′ 42″ est |       |
| Latorica (sk)                           | Košice                    |       | 26 mai 1993      | 44,05            | 99 - 103     | 606                | 68161            | 48° 29′ 28″ nord, 22° 01′ 23″ est |       |
| Orava et affluents                      | Žilina                    |       | 17 février 1998  | 8,65             | 429 - 800    | 929                | 145820           | 49° 15′ 07″ nord, 19° 22′ 30″ est |       |
| Poiplie (sk)                            | Banská Bystrica           |       | 17 février 1998  | 4,11             | 124 - 132    | 930                | 145822           | 48° 04′ 08″ nord, 19° 01′ 23″ est |       |
| Vallée de la Rudava                     | Bratislava                |       | 17 février 1998  | 5,60             | 138 - 165    | 931                | 145821           | 48° 31′ 34″ nord, 17° 12′ 58″ est |       |
| Zones humides de Turiec (sk)            | Žilina                    |       | 17 février 1998  | 7,50             | 402 - 654    | 932                | 145823           | 48° 54′ 54″ nord, 18° 51′ 00″ est |       |
| Zones humides de l'Orava                | Žilina                    |       | 17 février 1998  | 92,87            | 603 - 755    | 933                | 145824           | 49° 24′ 29″ nord, 19° 36′ 50″ est |       |
| Domica                                  | Košice                    |       | 2 février 2001   | 6,22             | 339 - 508    | 1051               | 900612           | 48° 28′ 52″ nord, 20° 28′ 01″ est |       |
| Tisza                                   | Košice                    |       | 4 décembre 2004  | 7,35             | 99 - 107     | 1411               | 902390           | 48° 23′ 31″ nord, 22° 07′ 16″ est |       |
| Grottes de la valée de la Demänova (sk) | Žilina                    |       | 17 novembre 2006 | 14,48            |              | 1647               | 902991           | 48° 58′ 59″ nord, 19° 34′ 59″ est |       |